# Queue de Paon Indien
Pour les articles homonymes, voir Queue de Paon.
Le Queue de Paon Indien (en anglais Indian Fantail) est une race de pigeon domestique originaire d'Inde. C'est une race ancienne classée comme pigeon de structure.

## Origine et diffusion
Le Queue de Paon Indien est une race très ancienne. Originaire d'Inde, sa création remonte au IXe siècle. 
La race moderne du Queue de Paon Indien est importée accidentellement aux États-Unis en 1926 quand le zoo de San Diego, en Californie, reçoit des serpents accompagnés d'oiseaux destinés à les nourrir. La race se diffuse en Europe de l'Ouest à la fin du XXe siècle quand des oiseaux sont importés des souches américaines : en 1989 en Angleterre ; en 1990 en Espagne suivi par la France. Il est classé dans la catégorie « pigeon de structure » par la Commission européenne des standards pigeons (CESP). 

## Description
Comme les autres races de Queue de Paon, l'Indien possède une queue formant une roue en éventail. La queue est composée de 30 à 40 plumes, alors qu'un pigeon « normal » ne possède que 12 à 14 plumes. C'est un oiseau de taille moyenne, de forme ronde. Un adulte mesure 28 cm pour un poids compris entre 350 et 380 grammes. Il a une huppe à l'arrière de la tête et des plumes recouvrent ses pattes. Grâce à diverses sélections, la race peut être trouvée sous de nombreuses couleurs et formes : unicolore, blanc avec la queue colorée, coloré avec la queue blanche, etc...

## Élevage
Le Queue de Paon Indien est élevé comme oiseau d'ornement et pour les expositions, mais peut aussi servir d'animal de compagnie. Son espérance de vie est comprise entre 10 et 20 ans.
Il est un bon reproducteur et un bon parent. Sa facilité d'élevage en fait un oiseau parfait aussi bien pour un éleveur débutant qu'un éleveur expérimenté. Le Queue de Paon Indien vole assez bien mais peut être gêné par sa queue et ses plumes aux pattes, faisant de l'oiseau une proie facile pour les prédateurs.

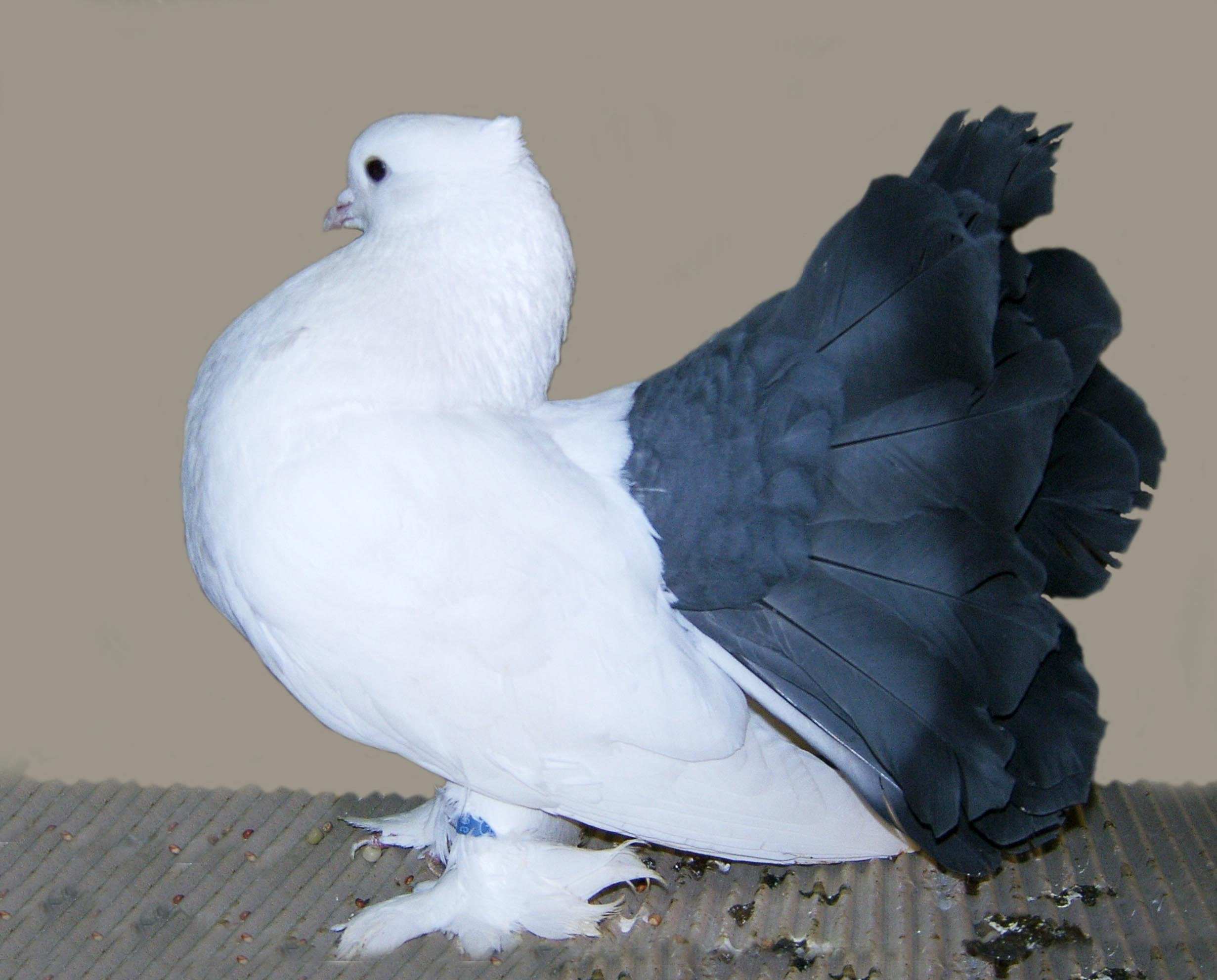
Indien blanc à queue bleue.
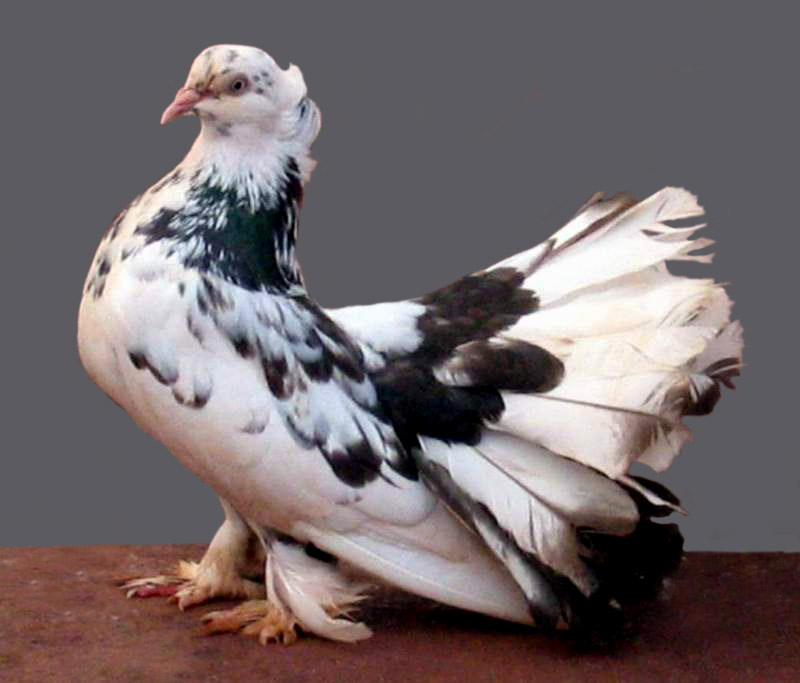
Indien grizzle.
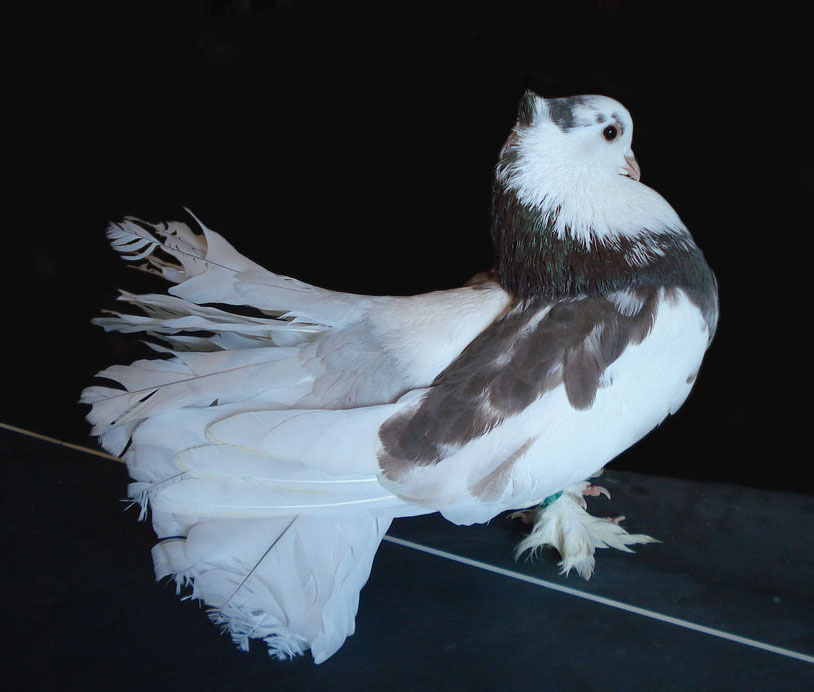
Indien Red Splash.

## Les autres races et variétés de Queue de Paon
Trois autres races nommées « Queue de Paon » sont officiellement reconnues par la Commission européenne : le Queue de Paon (Fantail, 0606), le Queue de Paon Anglais (Garden Fantail, 0608) et le Queue de Paon Hongrois (Hungarian Fantail, 0612). Le Queue de Paon et le Queue de Paon Anglais sont des races courantes en Europe. L'Indien est facile à distinguer de ces deux races grâce aux plumes recouvrant ses pattes ; plumes absentes chez les deux autres. Le Hongrois possède aussi des plumes aux pattes mais la race reste bien plus rare.
Le Queue de Paon Américain (American fantail), race non reconnue en Europe, est créé aux États-Unis en croisant le Queue de Paon Indien avec des Géants Hongrois, des Romains et des Kings. Le but est d'obtenir des oiseaux plus gros. L'Américain a une apparence très proche de l'Indien mais pèse entre 450 et 600 grammes.